# Збірна Північної Македонії з баскетболу
Збірна Північної Македонії з баскетболу — представляє Північну Македонію на міжнародних змаганнях.

## Результати на турнірах

### Євробаскет
| Євробаскет | Євробаскет              | Євробаскет              | Євробаскет              | Євробаскет              |                 | Кваліфікація    | Кваліфікація    | Кваліфікація |
| Рік        | Позиція                 | І                       | В                       | П                       | І               | В               | П               |              |
| ---------- | ----------------------- | ----------------------- | ----------------------- | ----------------------- | --------------- | --------------- | --------------- | ------------ |
| 1993       | Не пройшли кваліфікацію | Не пройшли кваліфікацію | Не пройшли кваліфікацію | Не пройшли кваліфікацію | 3               | 0               | 3               |              |
| 1995       | Не брали участь         | Не брали участь         | Не брали участь         | Не брали участь         | Не брали участь | Не брали участь | Не брали участь |              |
| 1997       | Не пройшли кваліфікацію | Не пройшли кваліфікацію | Не пройшли кваліфікацію | Не пройшли кваліфікацію | 15              | 8               | 7               |              |
| 1999       | 13-е                    | 3                       | 0                       | 3                       | 10              | 8               | 2               |              |
| 2001       | Не пройшли кваліфікацію | Не пройшли кваліфікацію | Не пройшли кваліфікацію | Не пройшли кваліфікацію | 10              | 6               | 4               |              |
| 2003       | Не пройшли кваліфікацію | Не пройшли кваліфікацію | Не пройшли кваліфікацію | Не пройшли кваліфікацію | 10              | 4               | 6               |              |
| 2005       | Дивізіон B              | Дивізіон B              | Дивізіон B              | Дивізіон B              | 8               | 7               | 1               |              |
| 2007       | Не пройшли кваліфікацію | Не пройшли кваліфікацію | Не пройшли кваліфікацію | Не пройшли кваліфікацію | 12              | 7               | 5               |              |
| 2009       | 9-е                     | 6                       | 2                       | 4                       | 6               | 4               | 2               |              |
| 2011       | 4-е                     | 11                      | 7                       | 4                       | 8               | 5               | 3               |              |
| 2013       | 21-е                    | 5                       | 1                       | 4                       | автоматично     | автоматично     | автоматично     |              |
| 2015       | 19-е                    | 5                       | 1                       | 4                       | 6               | 5               | 1               |              |
| 2017       | Не пройшли кваліфікацію | Не пройшли кваліфікацію | Не пройшли кваліфікацію | Не пройшли кваліфікацію | 6               | 2               | 4               |              |
| 2022       | Не пройшли кваліфікацію | Не пройшли кваліфікацію | Не пройшли кваліфікацію | Не пройшли кваліфікацію | 14              | 8               | 6               |              |
| 2025       | Не пройшли кваліфікацію | Не пройшли кваліфікацію | Не пройшли кваліфікацію | Не пройшли кваліфікацію | 12              | 7               | 5               |              |
| Разом      | Разом                   | 30                      | 11                      | 19                      | 120             | 71              | 49              |              |

### Олімпійські ігри
| 1936 — 1988         | У складі Югославії      | У складі Югославії      | У складі Югославії      | У складі Югославії      | У складі Югославії | У складі Югославії | У складі Югославії | У складі Югославії |
| Барселона 1992      | Не пройшли кваліфікацію | Не пройшли кваліфікацію | Не пройшли кваліфікацію | Не пройшли кваліфікацію |                    |                    |                    |                    |
| Ріо-де-Жанейро 2016 | Не пройшли кваліфікацію | Не пройшли кваліфікацію | Не пройшли кваліфікацію | Не пройшли кваліфікацію |                    |                    |                    |                    |
| Токіо 2020          | Не пройшли кваліфікацію | Не пройшли кваліфікацію | Не пройшли кваліфікацію | Не пройшли кваліфікацію |                    |                    |                    |                    |
| Париж 2024          | Не пройшли кваліфікацію | Не пройшли кваліфікацію | Не пройшли кваліфікацію | Не пройшли кваліфікацію |                    |                    |                    |                    |

### Чемпіонат світу з баскетболу
| 1950 — 1990 | У складі Югославії      | У складі Югославії      | У складі Югославії      | У складі Югославії      | У складі Югославії | У складі Югославії | У складі Югославії | У складі Югославії |
| 1994        | Не пройшли кваліфікацію | Не пройшли кваліфікацію | Не пройшли кваліфікацію | Не пройшли кваліфікацію |                    |                    |                    |                    |
| 1998        | Не пройшли кваліфікацію | Не пройшли кваліфікацію | Не пройшли кваліфікацію | Не пройшли кваліфікацію |                    |                    |                    |                    |
| 2002        | Не пройшли кваліфікацію | Не пройшли кваліфікацію | Не пройшли кваліфікацію | Не пройшли кваліфікацію |                    |                    |                    |                    |
| 2006        | Не пройшли кваліфікацію | Не пройшли кваліфікацію | Не пройшли кваліфікацію | Не пройшли кваліфікацію |                    |                    |                    |                    |
| 2010        | Не пройшли кваліфікацію | Не пройшли кваліфікацію | Не пройшли кваліфікацію | Не пройшли кваліфікацію |                    |                    |                    |                    |
| 2014        | Не пройшли кваліфікацію | Не пройшли кваліфікацію | Не пройшли кваліфікацію | Не пройшли кваліфікацію |                    |                    |                    |                    |
| 2019        | Не пройшли кваліфікацію | Не пройшли кваліфікацію | Не пройшли кваліфікацію | Не пройшли кваліфікацію |                    |                    |                    |                    |
| 2023        | Не пройшли кваліфікацію | Не пройшли кваліфікацію | Не пройшли кваліфікацію | Не пройшли кваліфікацію |                    |                    |                    |                    |